# Colchicum boissieri
Colchicum boissieri är en tidlöseväxtart som beskrevs av Theodhoros Georgios Orphanides. Colchicum boissieri ingår i tidlösasläktet som ingår i familjen tidlöseväxter. Inga underarter finns listade i Catalogue of Life.
Artens utbredningsområde anges som Grekland och sydvästra Turkiet.

## Bilder

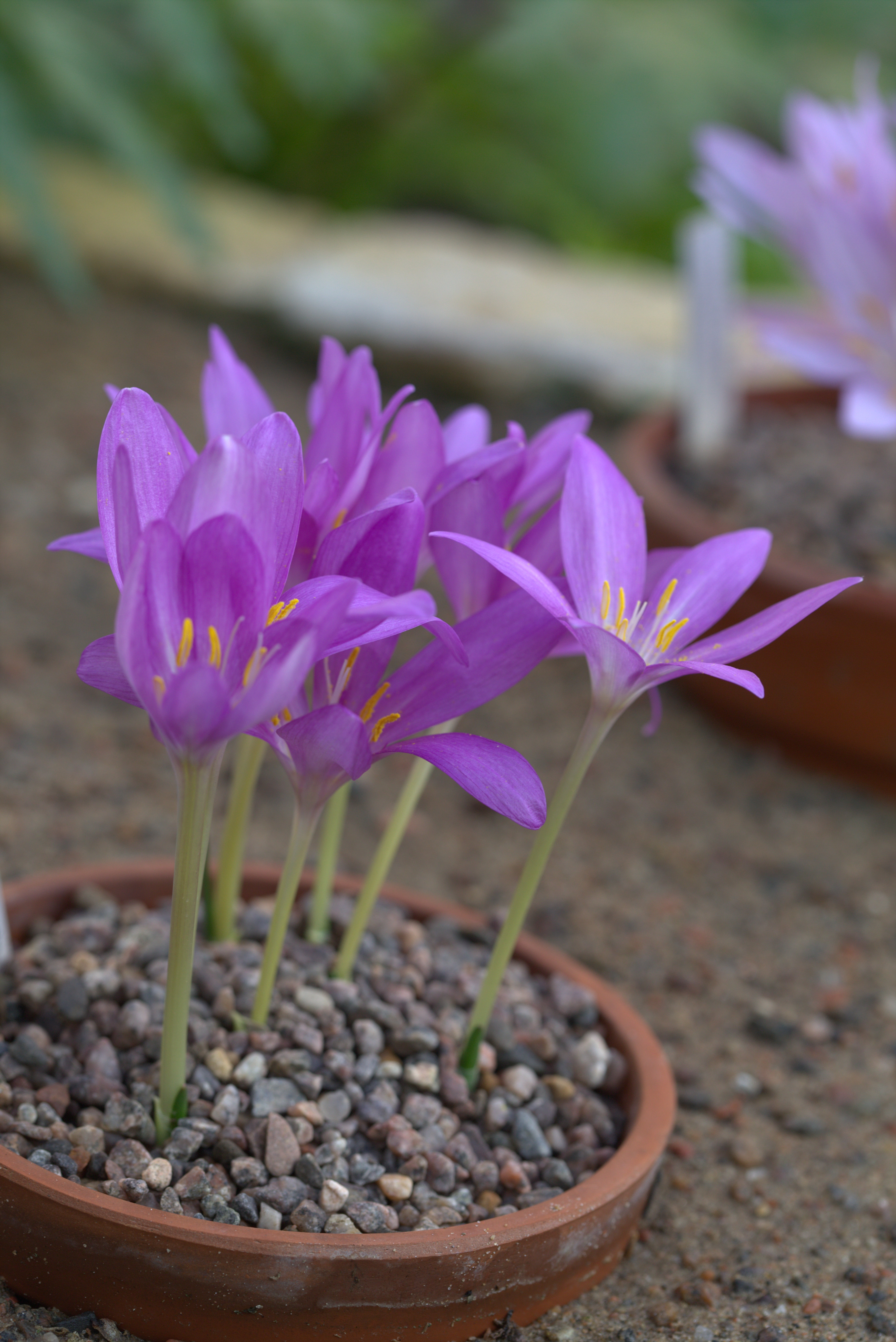
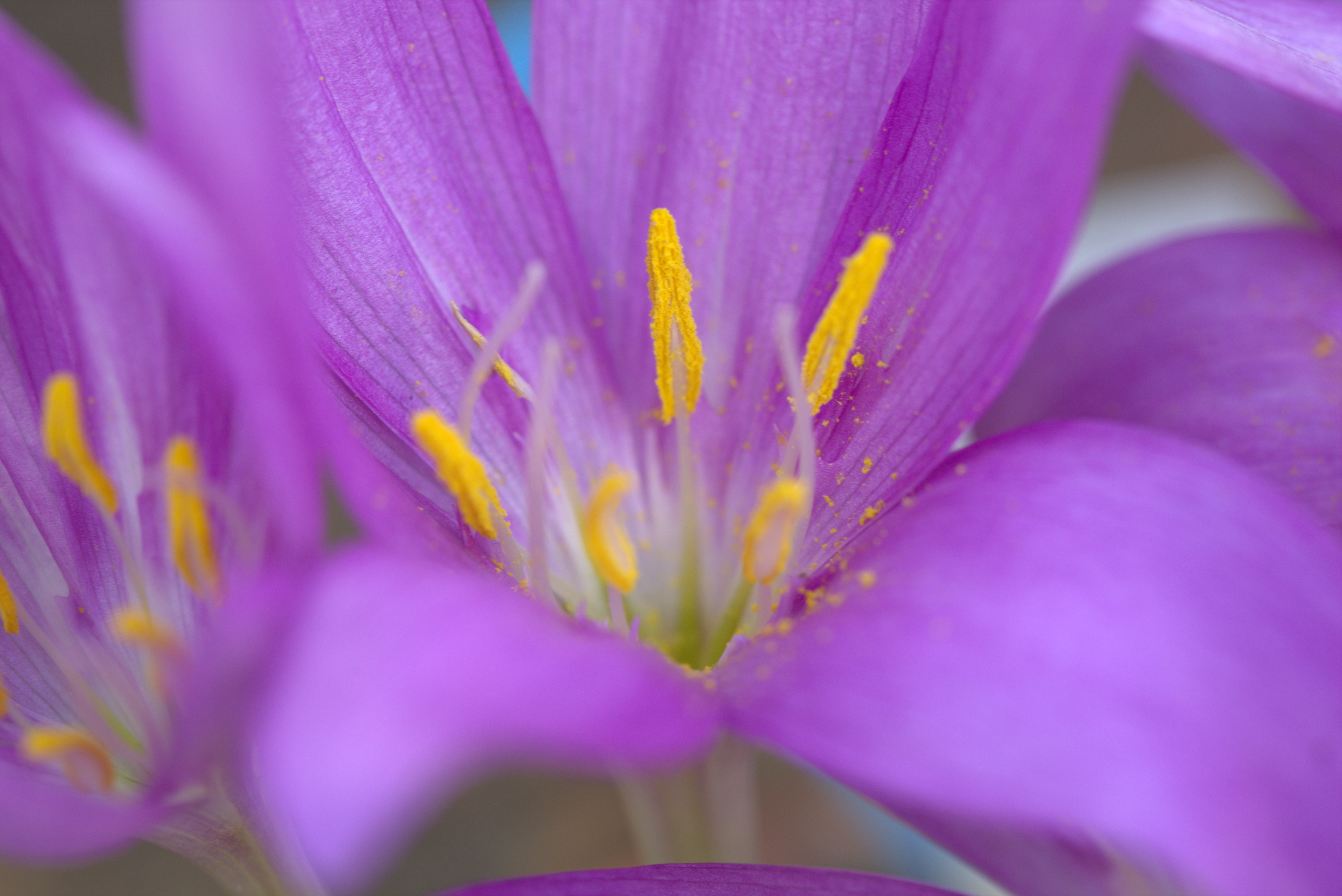